# Copa do Mundo de Rugby League de 1989-92
A Copa do Mundo de Rugby League de 1989-92 foi a décima edição do torneio. Começou um ano depois do término da anterior.
Como a anterior, foi realizada sem sede fixa, com todas as seleções participantes enfrentando-se uma a outra dentro e fora de casa ao longo de quatro anos. A Austrália, que tradicionalmente é a seleção de rugby league mais forte do mundo, foi campeã pela sétima vez. Seria também o quarto de seis títulos seguidos dos Kangaroos.
Como na edição anteriores, esta só contou com cinco seleções participantes, em virtude da pequena difusão global em alto nível da modalidade: Austrália, França, Grã-Bretanha, Nova Zelândia e Papua-Nova Guiné. Foi a última edição com número reduzido de competidores; o torneio começaria a expandir-se nas seguintes.
O formato se mostrou muito custoso e não seria renovado. A Copa do Mundo seguinte voltaria a ser disputada em sede fixa em um único ano. A décima edição foi a última também da seleção da Grã-Bretanha, vice-campeã. A partir dos mundiais seguintes, suas nações constituintes competiriam separadamente: as de Inglaterra e País de Gales, que já haviam disputado a Copa de 1975, voltariam para a seguinte, em 1995; as de Escócia e Irlanda estreariam na posterior, a de 2000.
A mesma seleção da Grã-Bretanha também contou nesta edição com os primeiros jogadores a terem atuado nas Copas do Mundo dos dois códigos de rugby. Todos foram participantes da edição inaugural da Copa do Mundo de Rugby Union, em 1987: Alan Tait, pela Escócia, Jonathan Davies, John Devereux e Paul Moriarty, por Gales. O caminho contrário, de um jogador de rugby league passar ao rugby union, era impossível até então, uma vez que quem praticasse o primeiro, em qualquer nível, ficava banido no segundo, punição que perdurou até 1995.

## Resultados

### 1989
| 23 Julho      |       |           |                                               |
| Nova Zelândia | 14–22 | Austrália | Mount Smart Stadium, Auckland Público: 15,000 |
|               |       |           | Mount Smart Stadium, Auckland Público: 15,000 |

| 11 Novembro  |      |               |                                     |
| Grã-Bretanha | 10–6 | Nova Zelândia | Central Park, Wigan Público: 20,346 |
|              |      |               | Central Park, Wigan Público: 20,346 |

| 3 Dezembro |      |               |                                                  |
| França     | 0–34 | Nova Zelândia | Stade d'Albert Domec, Carcassonne Público: 4,208 |
|            |      |               | Stade d'Albert Domec, Carcassonne Público: 4,208 |

### 1990
| 2 Junho          |      |              |                                                |
| Papua-Nova Guiné | 8–40 | Grã-Bretanha | Lloyd Robson Oval, Port Moresby Público: 7,837 |
|                  |      |              | Lloyd Robson Oval, Port Moresby Público: 7,837 |

| 27 Junho  |      |        |                                      |
| Austrália | 34–2 | França | Pioneer Oval, Parkes Público: 12,384 |
|           |      |        | Pioneer Oval, Parkes Público: 12,384 |

| 15 Julho      |       |              |                                                   |
| Nova Zelândia | 21–18 | Grã-Bretanha | Addington Showground, Christchurch Público: 3,133 |
|               |       |              | Addington Showground, Christchurch Público: 3,133 |

| 11 Agosto        |       |               |                                                |
| Papua-Nova Guiné | 10–18 | Nova Zelândia | Lloyd Robson Oval, Port Moresby Público: 7,837 |
|                  |       |               | Lloyd Robson Oval, Port Moresby Público: 7,837 |

| 24 Novembro  |      |           |                                   |
| Grã-Bretanha | 0–14 | Austrália | Headingley, Leeds Público: 32,500 |
|              |      |           | Headingley, Leeds Público: 32,500 |

| 9 Dezembro |       |           |                                               |
| França     | 10–34 | Austrália | Stade Gilbert Brutus, Perpinhã Público: 3,428 |
|            |       |           | Stade Gilbert Brutus, Perpinhã Público: 3,428 |

### 1991
| 27 Janeiro |       |              |                                               |
| França     | 10–45 | Grã-Bretanha | Stade Gilbert Brutus, Perpinhã Público: 3,965 |
|            |       |              | Stade Gilbert Brutus, Perpinhã Público: 3,965 |

| 23 Junho      |       |        |                                                   |
| Nova Zelândia | 32–10 | França | Addington Showground, Christchurch Público: 2,000 |
|               |       |        | Addington Showground, Christchurch Público: 2,000 |

| 7 Julho          |       |        |                                          |
| Papua-Nova Guiné | 18–20 | França | Danny Leahy Oval, Goroka Público: 11,485 |
|                  |       |        | Danny Leahy Oval, Goroka Público: 11,485 |

| 31 Julho  |       |               |                                     |
| Austrália | 40–12 | Nova Zelândia | Lang Park, Brisbane Público: 29,139 |
|           |       |               | Lang Park, Brisbane Público: 29,139 |

| 13 Outubro       |      |           |                                                 |
| Papua-Nova Guiné | 6–40 | Austrália | Lloyd Robson Oval, Port Moresby Público: 14,500 |
|                  |      |           | Lloyd Robson Oval, Port Moresby Público: 14,500 |

| 9 Novembro   |      |                  |                                    |
| Grã-Bretanha | 56–4 | Papua-Nova Guiné | Central Park, Wigan Público: 4,193 |
|              |      |                  | Central Park, Wigan Público: 4,193 |

| 24 Novembro |       |                  |                                                  |
| França      | 28–14 | Papua-Nova Guiné | Stade d'Albert Domec, Carcassonne Público: 1,440 |
|             |       |                  | Stade d'Albert Domec, Carcassonne Público: 1,440 |

### 1992
| 7 Março      |      |        |                                                  |
| Grã-Bretanha | 36–0 | França | The Boulevard, Kingston-upon-Hull Público: 5,250 |
|              |      |        | The Boulevard, Kingston-upon-Hull Público: 5,250 |

| 3 Julho   |         |              |                                     |
| Austrália | 16 - 10 | Grã-Bretanha | Lang Park, Brisbane Público: 32,313 |
|           |         |              | Lang Park, Brisbane Público: 32,313 |

| 5 Julho       |       |                  |                                              |
| Nova Zelândia | 66–10 | Papua-Nova Guiné | Mount Smart Stadium, Auckland Público: 3,000 |
|               |       |                  | Mount Smart Stadium, Auckland Público: 3,000 |

| 15 Julho  |       |                  |                                                       |
| Austrália | 36–14 | Papua-Nova Guiné | Townsville Sports Reserve, Townsville Público: 12,470 |
|           |       |                  | Townsville Sports Reserve, Townsville Público: 12,470 |

### Pontuação corrida
| Seleção          | Jogos | Vitórias | Empates | Derrotas | Pontos Pró | Pontos Contra | Saldo | Pontos |
| ---------------- | ----- | -------- | ------- | -------- | ---------- | ------------- | ----- | ------ |
| Austrália        | 8     | 8        | 0       | 0        | 236        | 68            | +168  | 16     |
| Grã-Bretanha     | 8     | 5        | 0       | 3        | 221        | 79            | +142  | 10     |
| Nova Zelândia    | 8     | 5        | 0       | 3        | 197        | 120           | +77   | 10     |
| França           | 8     | 2        | 0       | 6        | 80         | 247           | −167  | 4      |
| Papua-Nova Guiné | 8     | 0        | 0       | 8        | 84         | 304           | −220  | 0      |

### Final
| 24 de Outubro de 1992 |      |           |                                                       |
| Grã-Bretanha          | 6-10 | Austrália | Wembley, Londres Público: 73,631 Árbitro: Dennis Hale |
|                       |      |           | Wembley, Londres Público: 73,631 Árbitro: Dennis Hale |